# Caso inesivo
El caso inesivo es un caso locativo. Este caso indica el lugar donde ocurre la acción o el proceso expresado por el verbo. Contiene el significado de la preposición «en». Por ejemplo: en finés, "talo" significa «casa» y "talossa" significa «en la casa». Esa misma expresión, en estonio, se dice "majas" y en húngaro, "házban".
En finés, este caso se suele formar añadiendo el sufijo "ssa/ssä" y en estonio el sufijo "s" al lexema en genitivo. En húngaro, el sufijo "ban/ben" es el que se emplea con más frecuencia para este caso, pero también utilizan otros sufijos, como por ejemplo -on, -re, -en. Estos y otros sufijos se usan especialmente acompañando nombres de ciudades.
En finés, el inesivo es el primero de una serie de seis casos locativos, cuyo significado básico se corresponde con preposiciones o expresiones preposicionales en español. 
Los otros casos locativos en finés son:
- Caso elativo («fuera de»)
- Caso ilativo («hacia adentro de»)
- Caso adesivo («sobre» indicando localización)
- Caso alativo («sobre» indicando desplazamiento)
- Caso ablativo («desde», «por afuera de», «sin», «saliendo de»; indica desplazamiento alejándose de algo, separación)

- Datos: Q282031